# Godfrey Kelly
Sir Godfrey Kenneth Kelly (ur. 21 grudnia 1928 w Nassau, zm. 10 lutego 2022 tamże) – bahamski polityk i żeglarz, olimpijczyk.

## Życiorys
Syn Charlesa i Edny. Kształcił się w Queen's College w Nassau i w McDonogh College Prep School w Baltimore. Następnie pobierał nauki na Fitzwilliam College w University of Cambridge (kończąc studia prawnicze), oraz w Middle Temple. Od 1954 roku był członkiem kancelarii prawniczej Higgs & Kelly. Łącznie pracował w zawodzie 66 lat, do czasu przejścia na emeryturę w 2019 roku. Pełnił funkcje administracyjne w Bahamas Bar Association.
Czterokrotny uczestnik igrzysk olimpijskich (IO 1960, IO 1964, IO 1968, IO 1972). Startował w klasie Dragon. Podczas swoich olimpijskich występów zajął odpowiednio: 18., 7., 16. i 19. miejsce. Na igrzyskach w 1964 roku załoga bahamska zwyciężyła w jednym z rejsów. Zdobył złoty medal podczas Igrzysk Ameryki Środkowej i Karaibów 1962. W latach 1960–1973 startował w klasie Dragon, a w latach 1954–1984 w zawodach klasy Słonka. W tej drugiej zajął m.in. 12. miejsce na mistrzostwach świata w 1959 roku i 24. miejsce na mistrzostwach świata w 1973 roku. W 1956 roku był współodpowiedzialny za utworzenie i sponsorowanie zawodów Cat Island Regatta. 
W latach 1956–1968 zasiadał w Izbie Zgromadzenia (reprezentant Cat Island), a w latach 1968–1972 w Senacie. Od 1964 do 1967 roku pełnił posadę ministra edukacji w rządzie Rolanda Symonette’a.
W 1999 roku został  Towarzyszem Orderu św. Michała i św. Jerzego, a w 2020 roku awansowano go na Kawalera Komandora tego odznaczenia.
Miał żonę Sonię i dwójkę dzieci. Jego braćmi byli Basil i David, również żeglarze i olimpijczycy.